# 岩下栄一
岩下 栄一（いわした えいいち、1946年7月23日 - ）は、日本の政治家。自由民主党所属の熊本県議会議員（通算8期）。元衆議院議員（1期）。

## 来歴
熊本市立帯山中学校、熊本県立熊本高等学校を経て、早稲田大学を卒業し、同大学院修了（政治学修士）。
その後、日本学術振興会に勤務。1972年、河野洋平文部政務次官の秘書を兼務。
1976年、河野洋平を支え新自由クラブ結成に参画。全国遊説部長、政策委員を務める。1979年、熊本県議会議員選挙初当選（最年少32歳・新自由クラブ公認）。1983年、河野洋平の秘書に復帰する。1985年、国務大臣科学技術庁長官秘書官。1987年、熊本県議会議員選挙当選（自由民主党公認）。1991年、熊本県議会議員選挙当選・帝京大学講師・熊本音楽短期大学講師。1995年、熊本県議会議員選挙当選・同議会副議長就任。
1996年、第41回衆議院議員総選挙に熊本1区から立候補したが新進党公認の細川護煕に敗れ落選。
1998年、細川の議員辞職に伴う熊本1区補欠選挙で、細川の秘書で後継の松野頼久を破り、初当選した。 2000年の第42回衆議院議員総選挙と2003年の第43回衆議院議員総選挙ではいずれも熊本1区から立候補したが松野に敗れ落選。2004年、岩下政治経済研究所設立。2005年、近畿大学講師・自由民主党中央政治大学院教授。
2008年、政党などの推薦を受けず、熊本県知事選挙に出馬したが5人中最下位で落選。2010年、長崎国際大学講師。
2011年、熊本県議会議員選挙に熊本市選挙区（定数16）から無所属で立候補し5選（22名中15位）。自民党会派に入会。2015年、熊本市第1選挙区（定数12）より自民党公認で立候補し6選（14名中2位）。2019年、7選（15名中2位）。2023年、8選（15名中3位）。

## 人物

### 統一教会との関係
- 2006年5月21日、統一協会（現・世界平和統一家庭連合）の合同結婚式（天宙平和連合祖国郷土還元日本大会）に来賓として出席した。
- 2015年の県議選の際に提出した選挙運動費用収支報告書に、統一教会の関連団体「日韓トンネル推進県民会議」の事務局長の佐藤民雄から5万円の寄付を受けたことが記載されていた。岩下は報道機関の取材に応じ、佐藤とは同郷で「10年余りの親交がある」と説明した[1]。朝日新聞社の取材に対しては「中学校の後輩。日韓トンネルの事務局長とは知らなかず、友人として政治資金カンパを受けた」と答えた[2]。
- 2019年、統一教会の関連団体「天宙平和連合」主催の自転車イベント「ピースロード」の実行委員会の副実行委員長を務めた[3][4]。
- 2020年3月1日、統一教会の関連団体「熊本県平和大使協議会」の総会が熊本市で開催。同団体の議長である岩下は主催者を代表して挨拶をした。挨拶のあと梶栗正義が「救国救世のための平和大使運動」をテーマに講演した。総会には、統一教会熊本教区長の永井義行[5]、統一教会の熊本阿蘇家庭教会長の宋峯圭、国際勝共連合熊本県本部長の稲富安信[6]らも出席した。市議会議員など3人を新たに平和大使に任命した[7]。
- 2022年8月18日から9月2日にかけて、朝日新聞社は、全国の国会議員と都道府県議会議員、知事計3,333人を対象に、統一教会との関わりを尋ねるアンケートを実施。9月4日に回答の内訳を公表した[8][9][10]。岩下は「旧統一教会や関連団体、関係者から、献金を受けたことがあるか」との問いに「いいえ」と回答したが、前述のとおり、2015年には「日韓トンネル推進県民会議」の事務局長から5万円の献金を受けていた[2]。
- 2022年9月7日、熊本日日新聞は「熊本県平和大使協議会」への取材結果を報道。前述のとおり、岩下は議長としての立場で、教団トップクラスの幹部との交流があったにもかかわらず、記者の取材に対し「一連の報道を受けて初めて、旧統一教会との関係を知った」と答えた[11]。

### その他
- 受動喫煙防止を目的に飲食店などの建物内を原則禁煙とする健康増進法改正について「たばこ耕作組合とか喫煙者の権利とか立場もある」として反対[12]。
- イオンド大学教授（総合学部・大学院総合研究科、政治学・コミュニケーション学）の職位と、イオンド大学名誉博士（政治学）の学位を称した。「日本政治史」の授業を担当していたといわれている。